# Coronel Xavier Chaves
Coronel Xavier Chaves is een gemeente in de Braziliaanse deelstaat Minas Gerais. De gemeente telt 3.303 inwoners (schatting 2009).

## Aangrenzende gemeenten
De gemeente grenst aan Lagoa Dourada, Prados, Resende Costa, Ritápolis, São João del-Rei en Tiradentes.